# Лінійний батальйон

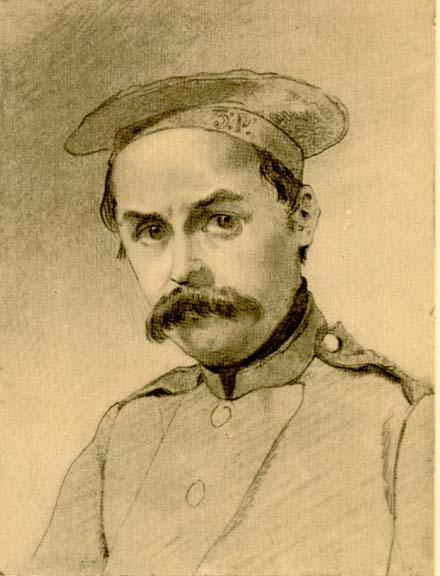
Рядовий лінійного батальйону Т. Г. Шевченко. Автопортрет, 1847 р.

Лінійний батальйон (рос. линейный батальон) — формування (військова частина, окремий батальйон) Російської Імператорської армії, розквартироване в гарнізоні на лінії кордону Росії з суміжними державами і територіями.
В кінці XIX століття у зв'язку з ліквідацією прикордонних укріплених ліній лінійні батальйони були розформовані.

## Історія
Лінійні батальйони почали формувати в 1803 році. Перші чотири батальйони були сформовані на оренбурзькому кордоні. Протягом більшої частини XIX століття вони були основним типом російської піхоти на околицях Росії (у Фінляндії, Середньої Азії, Сибіру і на Кавказі). Лінійні батальйони були особливою категорією військ; вони не входили в стратегічні розрахунки командування на випадок війни, не призначалися для передислокації, а були призначені для підсилення прикриття рубежів імперії у важкодоступних місцях. Служба в них була дуже важка і непрестижна для столичних офіцерів у порівнянні зі столичним та іншими гарнізонами.
У 1811 році 62 гарнізонних батальйонів були скасовані та звернені на сформування 11 нових полків і 40 внутрішніх гарнізонних або губернських півбатальйонів, а пізніше батальйонів, до складу яких увійшли також і губернські роти. Колишні гарнізонні полки й батальйони були збережені лише на Оренбурзької лінії, на Кавказі і в Сибіру, де вони згодом почасти були перейменовані в лінійні, почасти переформовані в місцеві війська.
До середини XIX століття в строю знаходилося 84 лінійних батальйонів:
- 18 грузинських;
- 16 чорноморських;
- 13 кавказьких;
- 10 оренбурзьких;
- 15 сибірських;
- 12 фінських.

Оренбурзькі та сибірські батальйони були зведені у дві дивізії, а всі інші, крім чорноморських, — у бригади. За штатом 1833 року лінійний батальйон налічував 920 солдатів, 20 унтерофіцерів і 4 офіцера (у звичайному полковому піхотному батальйоні при тій же чисельності солдатів налічувалося 96 унтерофіцерів і 16 офіцерів).
Загальна кількість лінійних батальйонів багаторазово змінювалася. На межі XIX—XX століть батальйони чотирьохротного складу несли службу в трьох округах, суміжних з азійськими кордонами, їх налічувалося 37:
- 20 в Туркестані;
- 7 в Західному Сибіру;
- 10 у Східному Сибіру.

Лінійні батальйони в кожному окрузі мали особливу нумерацію. Велика частина лінійних батальйонів в Туркестані та Західного Сибіру були зведені в п'ять лінійних бригад.
Туркестанські лінійні батальйони ведуть початок з 1804 року. У 1867 році утворився Туркестанський військовий округ, куди увійшли 9 оренбурзьких і 33 сибірських лінійних батальйонів.
Кольори прапорів лінійних полків (1883—1914): червоне полотнище зі світло-синьою облямівкою і світло-синім шиттям.
Серед офіцерів служба на віддалених межах вважалася важкою і (за винятком Кавказу) не дуже престижною. Рядовими в лінійних батальйонів з правом вислуги чинів побували Т. Г. Шевченко, Ф. М. Достоєвський та багато інших. Примусова військова служба Шевченка протягом десятьох років, під час яких він змінив п'ять гарнізонів, проходила у 1, 4 і 5-му батальйонах Окремого Оренбурзького корпусу.
Малоуспішні учні кадетських корпусів (закінчили їх по 4-го розряду і не досягли 19 років) випускалися після першого спеціального класу прапорщиками в лінійні батальйони. В 1853—1861 роках в лінійні батальйони потрапили 4 % випускників загальновійськових навчальних закладів.
Особливі кліматичні умови (спека вдень, вночі холод, навіть влітку, безводдя і піски пустель) робили службу для особового складу лінійних батальйонів виключно важкою. У зв'язку з цим в ТуркВО офіцерам дозволили замість мундирів носити легкі літні кітелі, солдатам — червоні шкіряні шаровари для захисту від укусів скорпіонів. Саме в лінійних батальйонів ТуркВО вперше в Російській Армії була введена гімнастерка, для повсякденного носіння, тобто на російську полотняну косоворотку, яку солдати отримували для занять гімнастикою, прикріпили погони і дозволили носити її разом з поясним і плечовими ременями спорядження і в строю, і поза ладу. Для захисту від пекучого сонця видавалося кепі з білим чохлом і полотняним напотиличником. Також для солдатів зменшили кількість і ширину ременів спорядження, вагу ранців і сумок.
В кінці XIX століття у зв'язку з ліквідацією прикордонних укріплених ліній лінійні батальйони були розформовані.

## Галерея
| |
| М. В. Іванін, Опис зимового походу в Хиву 1839 — 1840 років, козаки оренбурзького війська, в башликах і попонах які служать також замість плаща або бурки, і піхота Оренбурзьких лінійних батальйонів у зимовій дорожньому одязі, 1874 рік. |

| |
| Військовослужбовці лінійної частини, у Каратауської експедиції, малюнок Т. Г. Шевченка — «Шевченко серед товаришів», 1851 год. |

|                                       |
| Офіцер лінійних батальйонів у кителі. |

|                                                             |
| Єфрейтор Туркестанських лінійних батальйонів у гімнастерці. |